# Вестоницька Венера

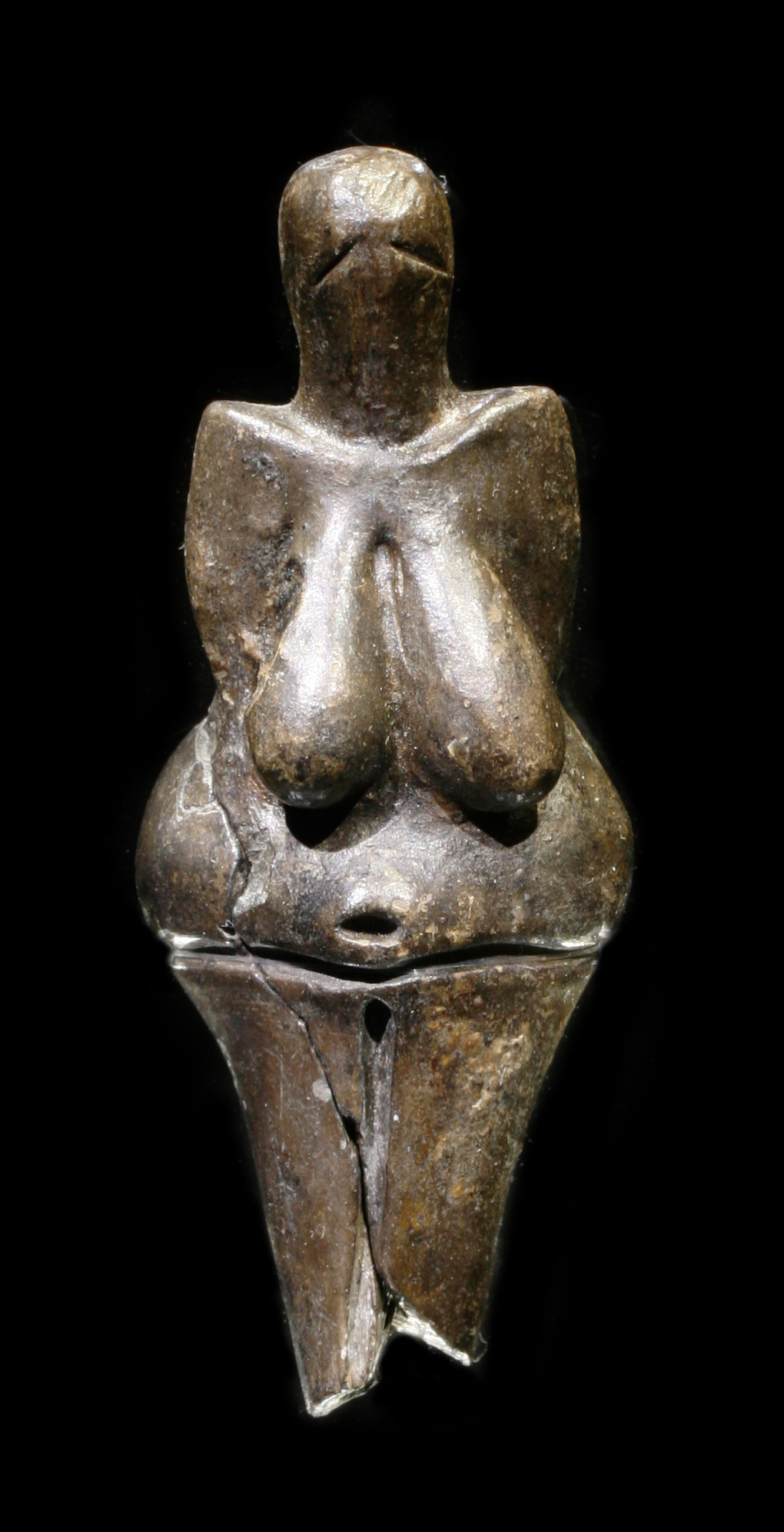
Вестоницька Венера

Весто́ницька Вене́ра — «палеолітична Венера», виявлена в Моравії (село Дольні Вестоніце) 13 липня 1925 р. і нині виставлена в Моравському музеї міста Брно, Чехія. Є найдавнішою відомою науці керамічною статуеткою. Висота 111 мм, ширина 43 мм. Належить граветтській культурі і датується по-різному — між 29000 і 25000 рр. до н. е. При томографічному дослідженні на статуетці виявлено стародавній відбиток дитячої руки, нанесений ще перед випалом.

## Ресурси Інтернету
- Overview
- Pictures of Venus and other ceramic [Архівовано 22 січня 2012 у Wayback Machine.]
- Details and timeline [Архівовано 9 січня 2010 у Wayback Machine.]
- Jihomoravske venuse — South Moravian Venuses — video (2010) [Архівовано 9 березня 2016 у Wayback Machine.]

## Фото

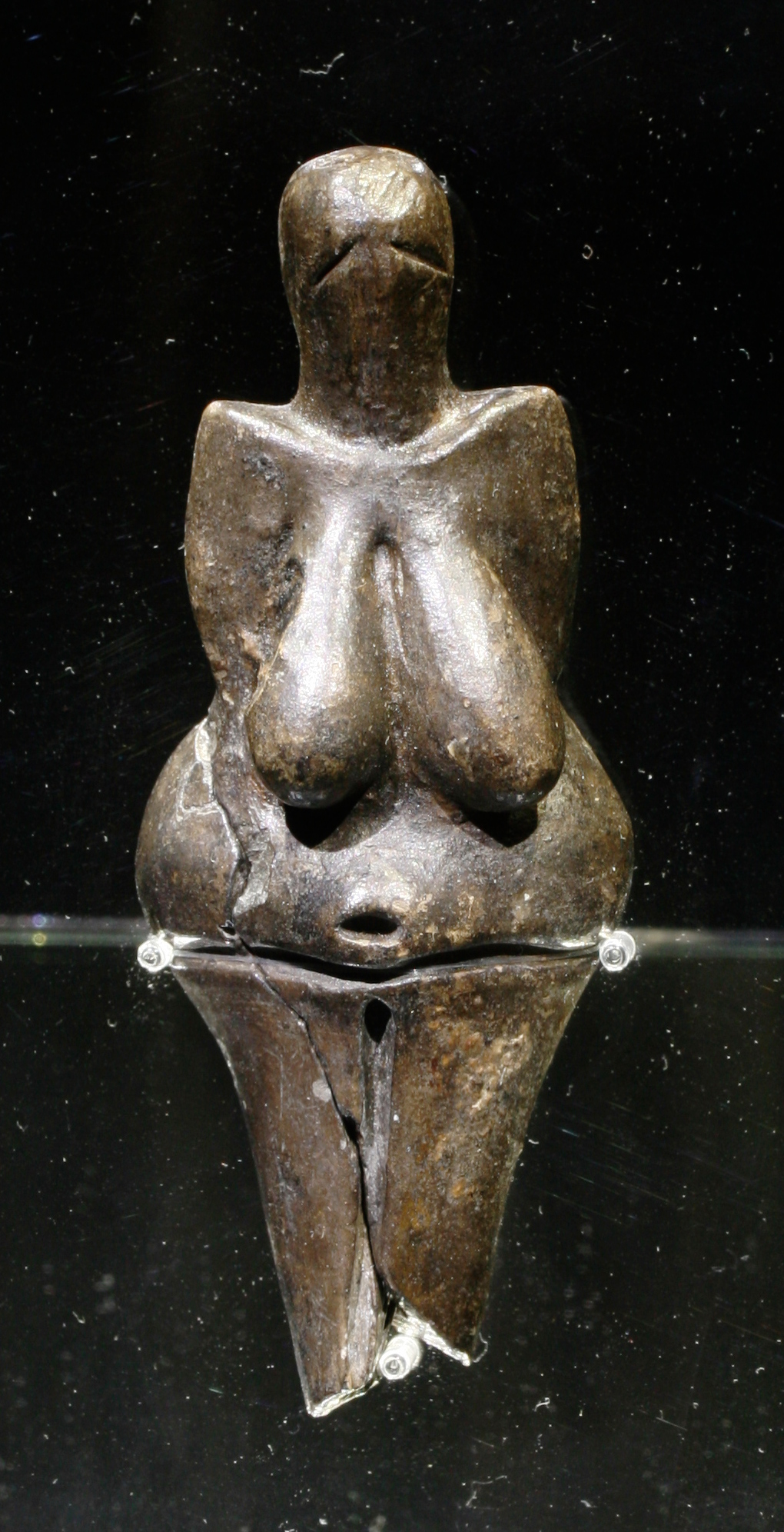
Вестоницька Венера (анфас)
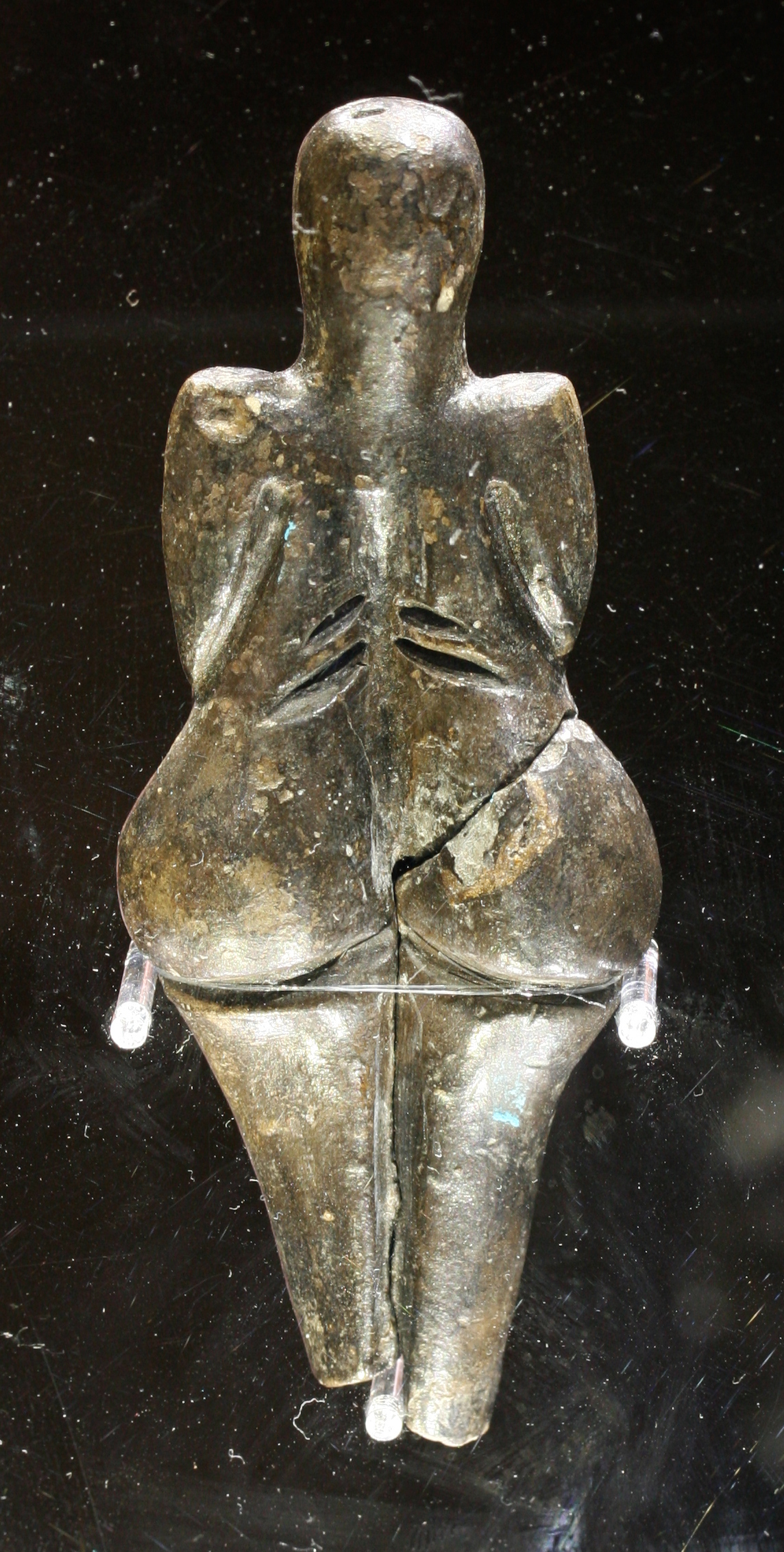
Вестоницька Венера (іззаду)
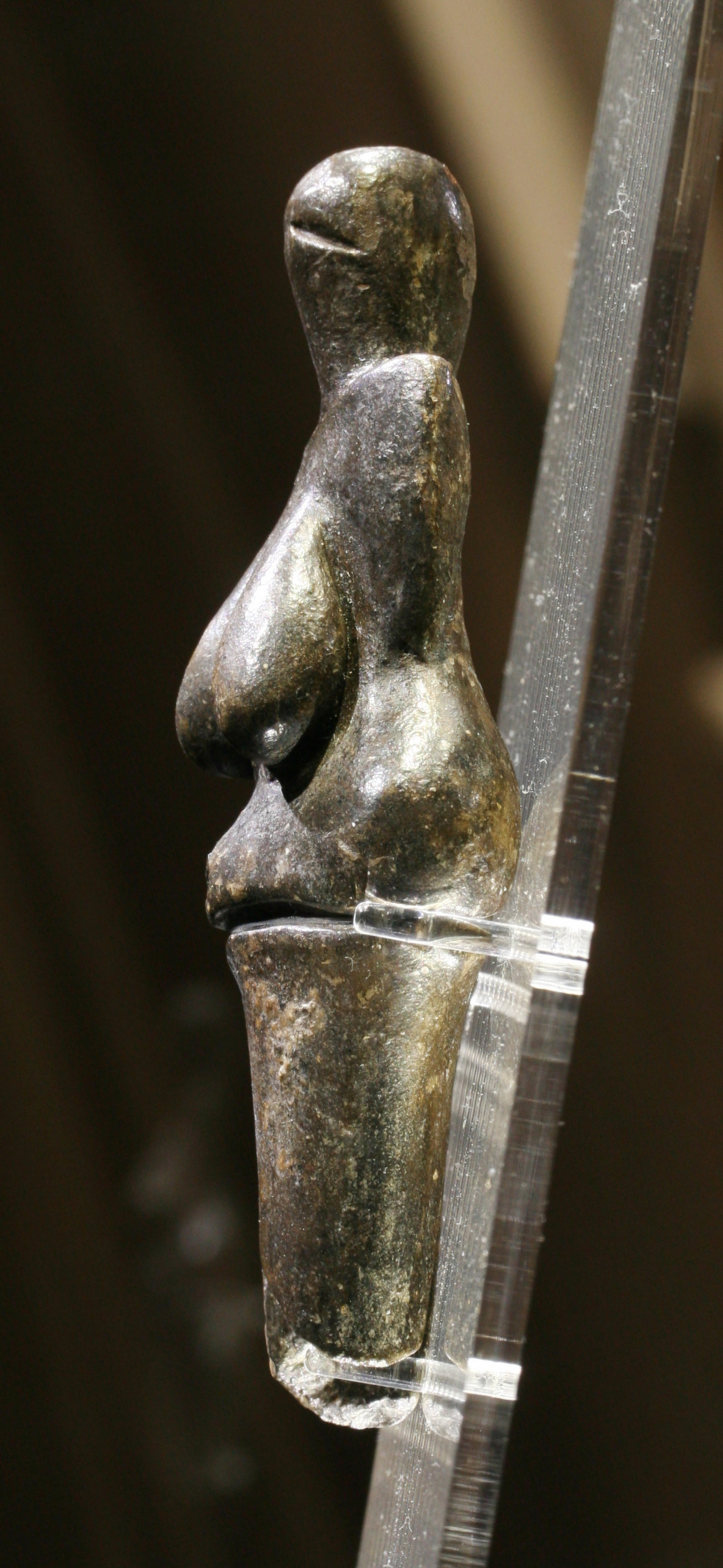
Вестоницька Венера (зліва)
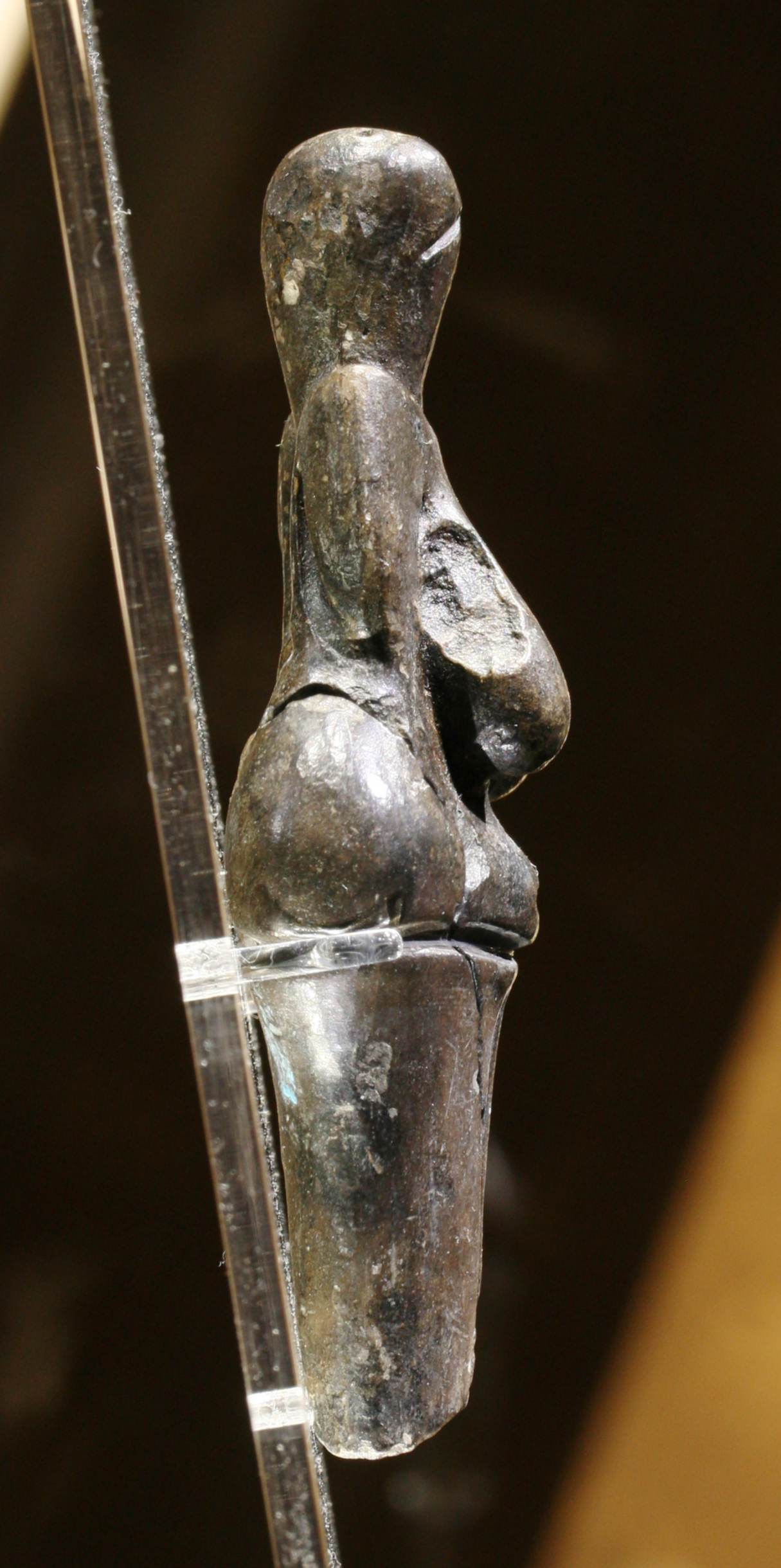
Вестоницька Венера (справа)

 Вікісховище має мультимедійні дані за темою: Вестоницька Венера